# Boleslav Mlodzeevskii
Boleslav Kornelievich Mlodzeevskii, também Mlodzievskii (em russo:  Болеслав Корнелиевич Млодзиевский; Moscou, 10 de julho de 1858 – 18 de janeiro de 1923) foi um matemático russo, que foi presidente da Sociedade Matemática de Moscou (1921-1923). Trabalhou com geometria diferencial e geometria algébrica.

## Formação e carreira
Mlodzeevskii nasceu em Moscou em 10 de julho de 1858. Seu pai era médico, professor na Universidade de Moscou, que morreu quando Boleslav tinha sete anos de idade. Estudou na Universidade de Moscou, onde obteve um doutorado em matemática (geometria diferencial) em 1886, orientado por Vasili Yakovlevich Zinger. Após dois anos de estudos e trabalho em Göttingen, Paris e Zurique, retornou para Moscou para assumir um cargo de professor na Universidade de Moscou. Com uma interrupção em 1911-1917, quando foi forçado a afastar-se, continuou a trabalhar na universidade até sua morte.
Morreu por complicações do diabetes em 1923 em Moscou.